# Сборная Великобритании по кёрлингу на колясках
Смешанная сборная Великобритании по кёрлингу на колясках — национальная сборная команда (в которую могут входить как мужчины, так и женщины), представляет Великобританию на международных соревнованиях по кёрлингу на колясках (тех, где Великобритания выступает единой сборной — например, на Паралимпийских играх). Управляющей организацией выступает Британская олимпийская ассоциация (англ. British Olympic Association).
В расчёте рейтинга Всемирной федерации кёрлинга (рейтинг ВФК) сборных команд по кёрлингу, согласно договорённости между странами-членами ВФК, очки, набранные сборной Великобритании, добавляются сборной Шотландии.

## Результаты выступлений

### Зимние Паралимпийские игры
| Год  | Место | И  | В | П | Состав |
| ---- | ----- | -- | - | - | --- |
| 2006 | 2     | 9  | 5 | 4 | Фрэнк Даффи (скип), Майкл Маккриди, Том Киллин, Эйнджи Мэлоун, запасной: Кен Диксон, тренер: Том Пендрей                |
| 2010 | 6     | 9  | 3 | 6 | Эйлин Нельсон, Майкл Маккриди (скип), Том Киллин, Эйнджи Мэлоун, запасной: James Sellar, тренер: Том Пендрей            |
| 2014 | 3     | 11 | 6 | 5 | Эйлин Нельсон (скип), Грегор Юэн, Роберт Макферсон, Джим Голт, запасной: Эйнджи Мэлоун, тренер: Тони Заммейк            |
| 2018 | 7     | 11 | 5 | 6 | Эйлин Нельсон (скип), Хью Нибли, Грегор Юэн, Роберт Макферсон, запасной: Эйнджи Мэлоун, тренеры: Шейла Суон, Kenny More |
| 2022 | 8     | 10 | 4 | 6 | Грегор Юэн, Хью Нибли (скип), Дэвид Мелроуз, Меган Доусон-Фаррелл, запасной: Гэри Смит, тренер: Шейла Суон              |

(данные отсюда:)